# Prades-Salars
Pour les articles homonymes, voir Prades.
Prades-Salars est une commune française située dans le département de l'Aveyron en région Occitanie. La commune est couramment appelée Prades-de-Salars dans la région, Prades-Salars est un titre administratif.

## Géographie

### Communes limitrophes
Les communes limitrophes sont  Canet-de-Salars, Curan, Pont-de-Salars, Salles-Curan et Ségur.

### Hydrographie

#### Réseau hydrographique

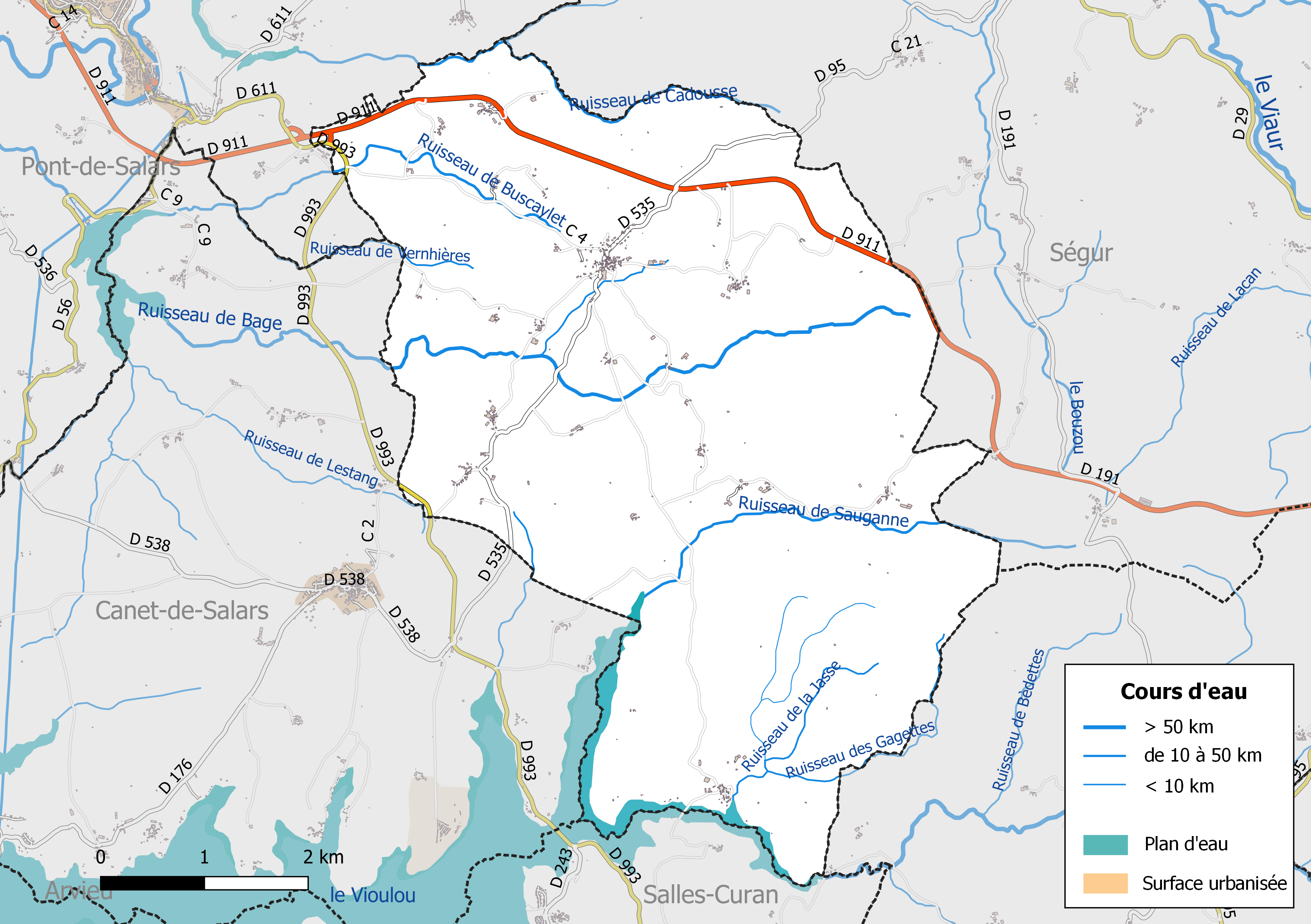
Réseaux hydrographique et routier de Prades-Salars.

La commune est drainée par le Vioulou, le Ruisseau de Bage, le ruisseau de Buscaylet, le ruisseau de Cadousse, le ruisseau de Sauganne, le ruisseau de la Jasse, le ruisseau des Gagettes, le ruisseau de Vernhières et par divers petits cours d'eau.
Le Vioulou, d'une longueur totale de 33,1 km, prend sa source dans la commune de Castelnau-Pégayrols et se jette  dans le Viaur à Trémouilles, après avoir arrosé 9 communes.
Le ruisseau de Bage, d'une longueur totale de 12,2 km, prend sa source dans la commune de Prades-Salars et se jette  dans le Viaur  à Pont-de-Salars, après avoir arrosé 3 communes.
Le Lac de Pareloup complète le réseau hydrographique et fait partie de l'ensemble dit des lacs du Lévézou. Il est la 5e plus grande retenue d'eau artificielle de France et la deuxième du Sud de la France. Il présente deux plages aménagées, la plage de Pareloup et la plage des Vernhes,.

#### Gestion des cours d'eau
Afin d’atteindre le bon état des eaux imposé par la Directive-cadre sur l'eau du 23 octobre 2000, plusieurs outils de gestion intégrée s’articulent à différentes échelles pour définir et mettre en œuvre un programme d’actions de réhabilitation et de gestion des milieux aquatiques : le SDAGE (Schéma directeur d'aménagement et de gestion des eaux), à l’échelle du bassin hydrographique, et le SAGE (Schéma d'aménagement et de gestion des eaux), à l’échelle locale. Ce dernier fixe les objectifs généraux d’utilisation, de mise en valeur et de protection quantitative et qualitative des ressources en eau superficielle et souterraine. Trois SAGE sont mis en oeuvre dans le département de l'Aveyron.
La commune fait partie du SAGE du bassin versant du Viaur, approuvé le 28 mars 2018, au sein du SDAGE Adour-Garonne. Le périmètre de ce SAGE couvre 89 communes, sur trois départements (Aveyron, Tarn et Tarn-et-Garonne),. Le pilotage et l’animation du SAGE sont assurés par l’établissement public d'aménagement et de gestion des eaux (EPAGE) du bassin du Viaur, une structure qui regroupe les établissements publics de coopération intercommunale à fiscalité propre (EPCI-FP) dont le territoire est inclus (en totalité ou partiellement) dans le bassin hydrographique du Viaur et les structures gestionnaires de l’alimentation en eau potable des populations et qui disposent d’une ressource sur le bassin versant du Viaur. Il correspond à l’ancien syndicat mixte du bassin versant du Viaur,.

### Climat
Pour des articles plus généraux, voir Climat de l'Occitanie et Climat de l'Aveyron.
En 2010, le climat de la commune est de type climat océanique altéré, selon une étude s'appuyant sur une série de données couvrant la période 1971-2000. En 2020, Météo-France publie une typologie des climats de la France métropolitaine dans laquelle la commune est exposée à un climat de montagne et est dans la région climatique Sud-est du Massif Central, caractérisée par une pluviométrie annuelle de 1 000 à 1 500 mm, minimale en été, maximale en automne.
Pour la période 1971-2000, la température annuelle moyenne est de 9,3 °C, avec une amplitude thermique annuelle de 15,5 °C. Le cumul annuel moyen de précipitations est de 1 140 mm, avec 11,7 jours de précipitations en janvier et 6,7 jours en juillet. Pour la période 1991-2020, la température moyenne annuelle observée sur la station météorologique la plus proche, située sur la commune de Canet-de-Salars à 4 km à vol d'oiseau, est de 10,2 °C et le cumul annuel moyen de précipitations est de 971,8 mm,. Pour l'avenir, les paramètres climatiques de la commune estimés pour 2050 selon différents scénarios d'émission de gaz à effet de serre sont consultables sur un site dédié publié par Météo-France en novembre 2022.

### Milieux naturels et biodiversité
L’inventaire des zones naturelles d'intérêt écologique, faunistique et floristique (ZNIEFF) a pour objectif de réaliser une couverture des zones les plus intéressantes sur le plan écologique, essentiellement dans la perspective d’améliorer la connaissance du patrimoine naturel national et de fournir aux différents décideurs un outil d’aide à la prise en compte de l’environnement dans l’aménagement du territoire.
Le territoire communal de Prades-Salars comprend une ZNIEFF de type 1,, 
les « Zones humides de Cayrousse et lescure-Fangel » (34,1 ha), couvrant 3 communes du département
, et une ZNIEFF de type 2,, 
le « Ruisseau du Vioulou et lac de Pareloup » (1 684 ha), qui s'étend sur 6 communes de l'Aveyron.

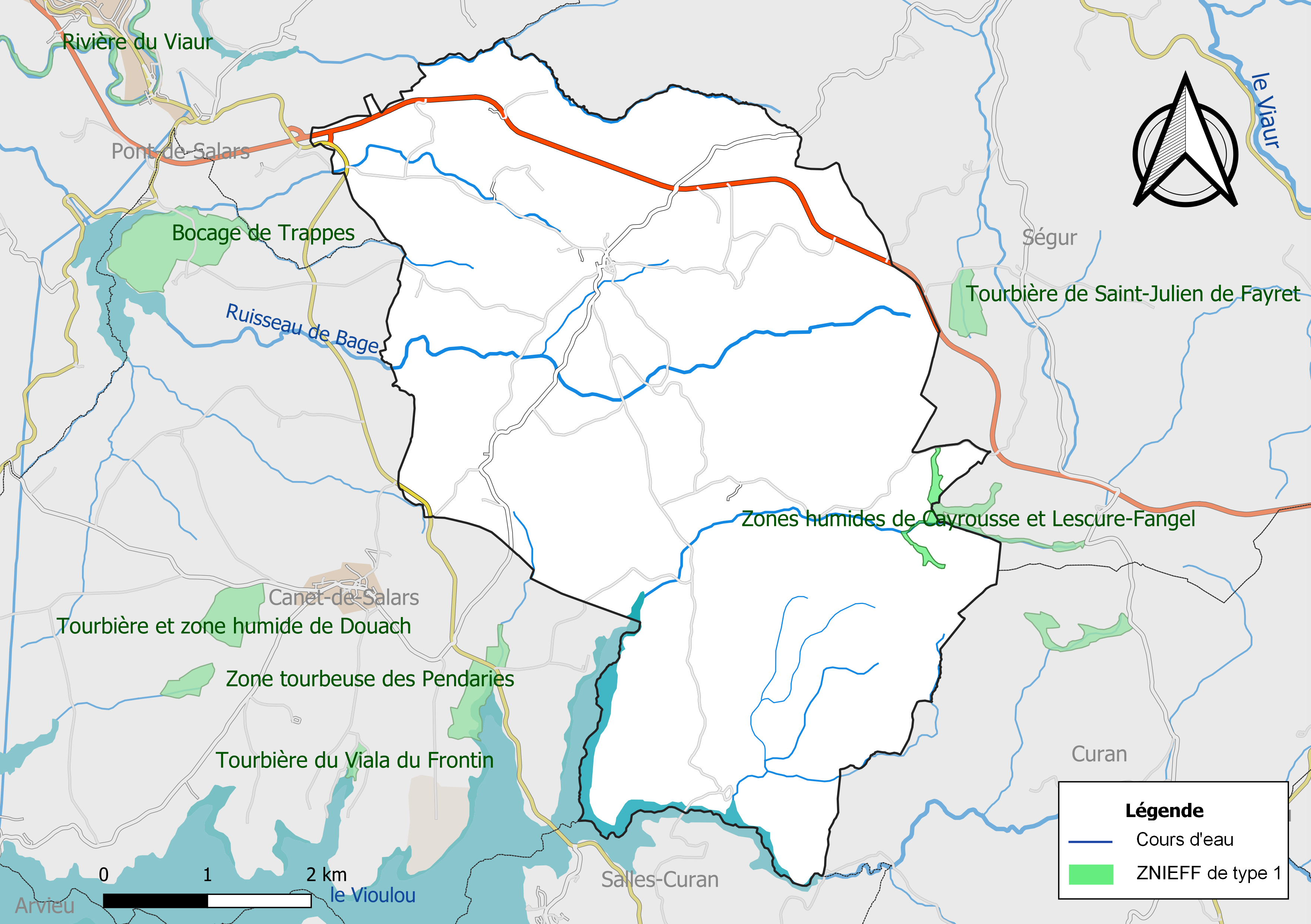
Carte de la ZNIEFF de type 1 de la commune.
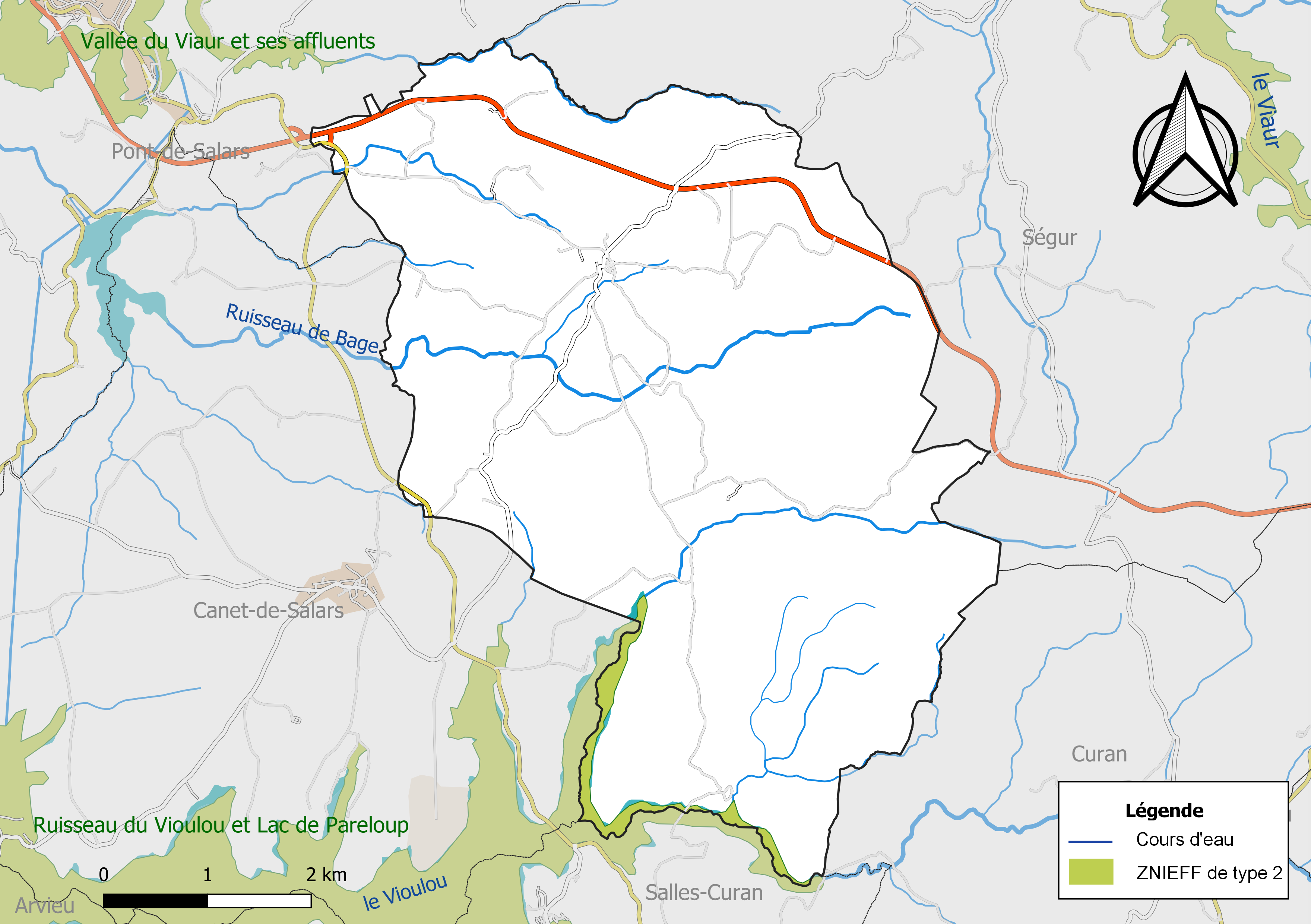
Carte de la ZNIEFF de type 2 de la commune.

## Urbanisme

### Typologie
Au 1er janvier 2024, Prades-Salars est catégorisée commune rurale à habitat très dispersé, selon la nouvelle grille communale de densité à sept niveaux définie par l'Insee en 2022.
Elle est située hors unité urbaine. Par ailleurs la commune fait partie de l'aire d'attraction de Rodez, dont elle est une commune de la couronne,. Cette aire, qui regroupe 68 communes, est catégorisée dans les aires de 50 000 à moins de 200 000 habitants,.
La commune, bordée par un plan d’eau intérieur d’une superficie supérieure à 1 000 hectares, le lac de Pareloup, est également une commune littorale au sens de la loi du 3 janvier 1986, dite loi littoral. Des dispositions spécifiques d’urbanisme s’y appliquent dès lors afin de préserver les espaces naturels, les sites, les paysages et l’équilibre écologique du littoral, tel le principe d'inconstructibilité, en dehors des espaces urbanisés, sur la bande littorale des 100 mètres, ou plus si le plan local d’urbanisme le prévoit.

### Occupation des sols

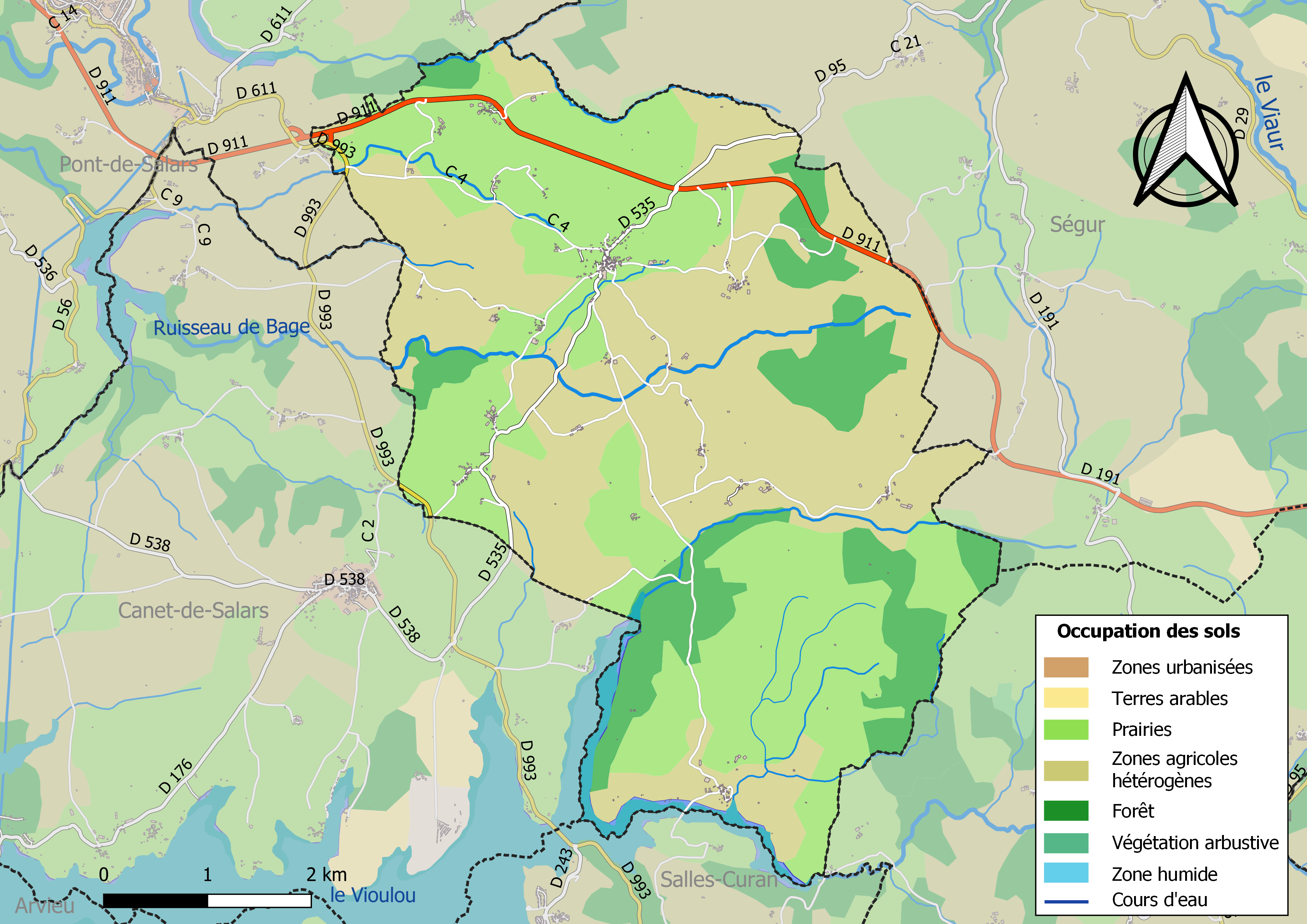
Infrastructures et occupation des sols de la commune de Prades-Salars.

L'occupation des sols de la commune, telle qu'elle ressort de la base de données européenne d’occupation biophysique des sols Corine Land Cover (CLC), est marquée par l'importance des territoires agricoles (84 % en 2018), une proportion sensiblement équivalente à celle de 1990 (84,6 %). La répartition détaillée en 2018 est la suivante : 
zones agricoles hétérogènes (44,1 %), prairies (40 %), forêts (14,5 %), eaux continentales (1,5 %).

### Planification
La loi SRU du 13 décembre 2000 a incité fortement les communes à se regrouper au sein d’un établissement public, pour déterminer les partis d’aménagement de l’espace au sein d’un SCoT, un document essentiel d’orientation stratégique des politiques publiques à une grande échelle. La commune est dans le territoire du SCoT du Lévézou, prescrit en juin 2018. La structure porteuse est le Pôle d'équilibre territorial et rural du Lévézou, qui associe deux communautés de communes, notamment la communauté de communes du Pays de Salars, dont la commune est membre
La commune ne disposait pas en 2017 de document d'urbanisme opérationnel et le règlement national d'urbanisme s'appliquait donc pour la délivrance des permis de construire.

### Voies de communication et transports
Route départementale 911 - Aéroport Rodez ou Millau 35 min - Gare La Primaube 10 min.

### Risques majeurs
Le territoire de la commune de Prades-Salars est vulnérable à différents aléas naturels : climatiques (hiver exceptionnel ou canicule), feux de forêts et séisme (sismicité faible). Il est également exposé à un risque technologique, le transport de matières dangereuses, et à un risque particulier, le risque radon,.

#### Risques naturels
Le Plan départemental de protection des forêts contre les incendies découpe le département de l’Aveyron en sept « bassins de risque » et définit une sensibilité des communes à l’aléa feux de forêt (de faible à très forte). La commune est classée en sensibilité faible.

#### Risques technologiques
Le risque de transport de matières dangereuses sur la commune est lié à sa traversée par une route à fort trafic et une canalisation de transport de gaz. Un accident se produisant sur de telles infrastructures est en effet susceptible d’avoir des effets graves au bâti ou aux personnes jusqu’à 350 m, selon la nature du matériau transporté. Des dispositions d’urbanisme peuvent être préconisées en conséquence.

#### Risque particulier
Dans plusieurs parties du territoire national, le radon, accumulé dans certains logements ou autres locaux, peut constituer une source significative d’exposition de la population aux rayonnements ionisants. Toutes les communes du département sont concernées par le risque radon à un niveau plus ou moins élevé. Selon le dossier départemental des risques majeurs du département établi en 2013, la commune de Prades-Salars est classée à risque moyen à élevé. Un décret du 4 juin 2018 a modifié la terminologie du zonage définie dans le code de la santé publique et a été complété par un arrêté du 27 juin 2018 portant délimitation des zones à potentiel radon du territoire français. La commune est désormais en zone 3, à savoir zone à potentiel radon significatif.

## Histoire
La première trace écrite de l'existence de cette commune remonte à l'an mille, mais personne ne sait à quand remonte les premières installations d'hommes.
Selon certains témoignages, la chapelle Notre-Dame-du-Bon-Secours aurait été le lieu de plusieurs miracles.
La commune de Prades-Salars est connue en 1793 sous le nom de Prades Segur, en 1801 sous le nom de Prades. Elle absorbe la commune de Boulouis entre 1806 et 1820 et prend le nom de Prades-Salars en 1897.
En 1921, une veuve de la Première Guerre mondiale ramena de la terre de Verdun, lieu où son mari perdit la vie. Elle le confia au maire qui construisit un monument aux morts, où on déposa la terre venant de Verdun dans une bouteille avec une inscription sur sa provenance.

## Politique et administration

### Découpage territorial
La commune de Prades-Salars est membre de la communauté de communes du Pays de Salars, un établissement public de coopération intercommunale (EPCI) à fiscalité propre créé le 31 décembre 1996 dont le siège est à Pont-de-Salars. Ce dernier est par ailleurs membre d'autres groupements intercommunaux.
Sur le plan administratif, elle est rattachée à l'arrondissement de Millau, au département de l'Aveyron et à la région Occitanie. Sur le plan électoral, elle dépend du  canton de Raspes et Lévezou pour l'élection des conseillers départementaux, depuis le redécoupage cantonal de 2014 entré en vigueur en 2015, et de la troisième circonscription de l'Aveyron  pour les élections législatives, depuis le dernier découpage électoral de 2010.

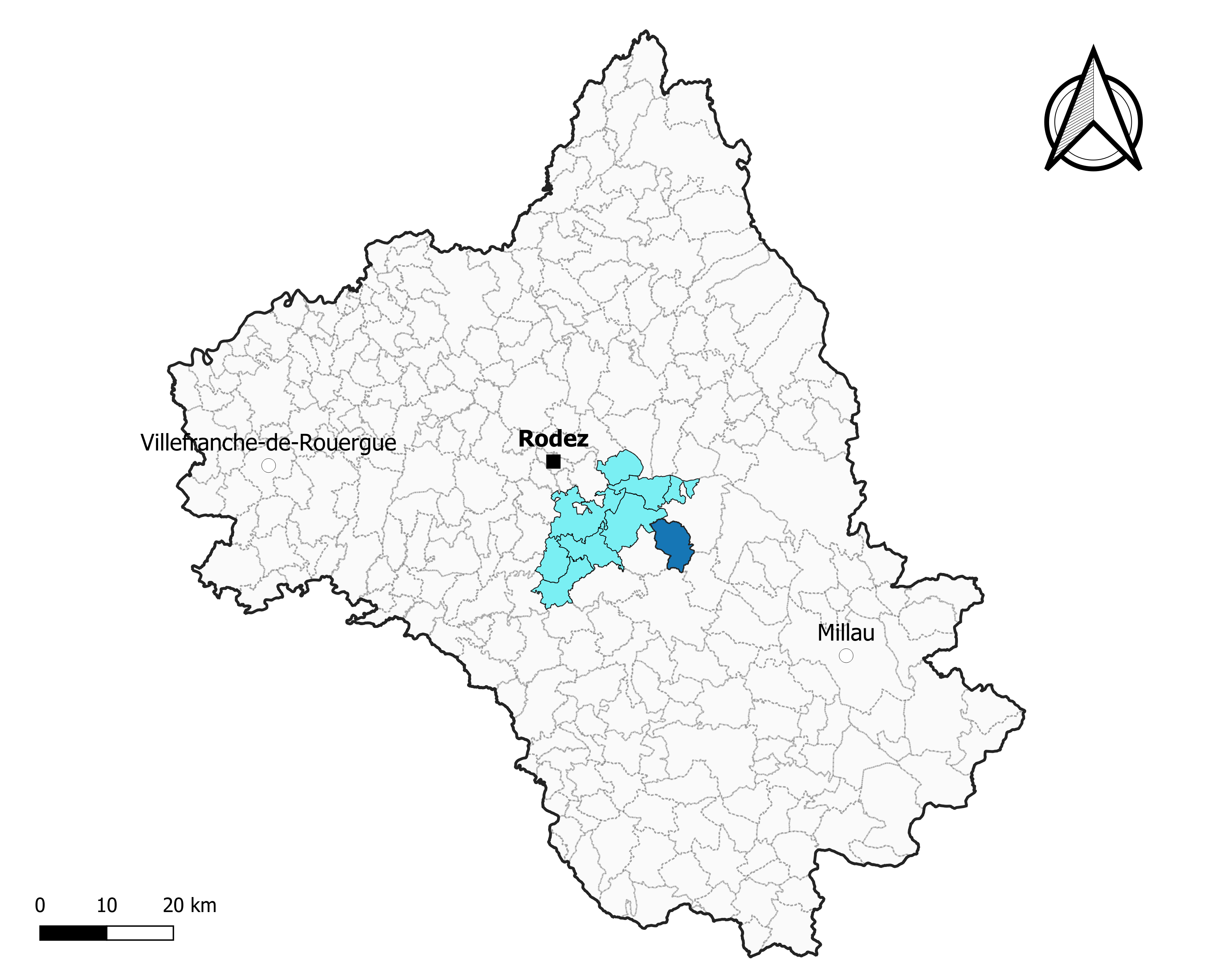
Prades-Salars dans l'intercommunalité en 2020.
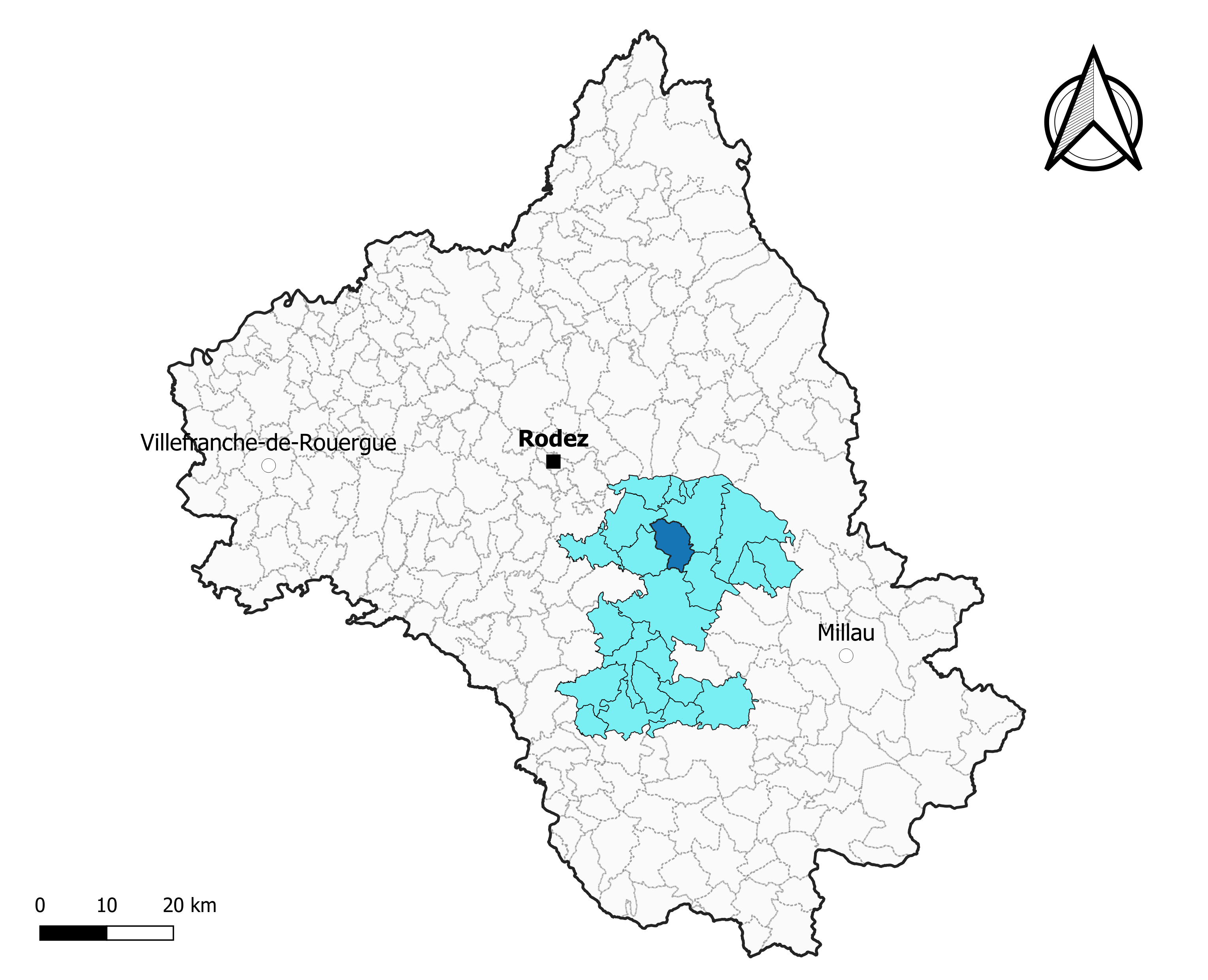
Prades-Salars dans le canton de Raspes et Lévezou en 2020.
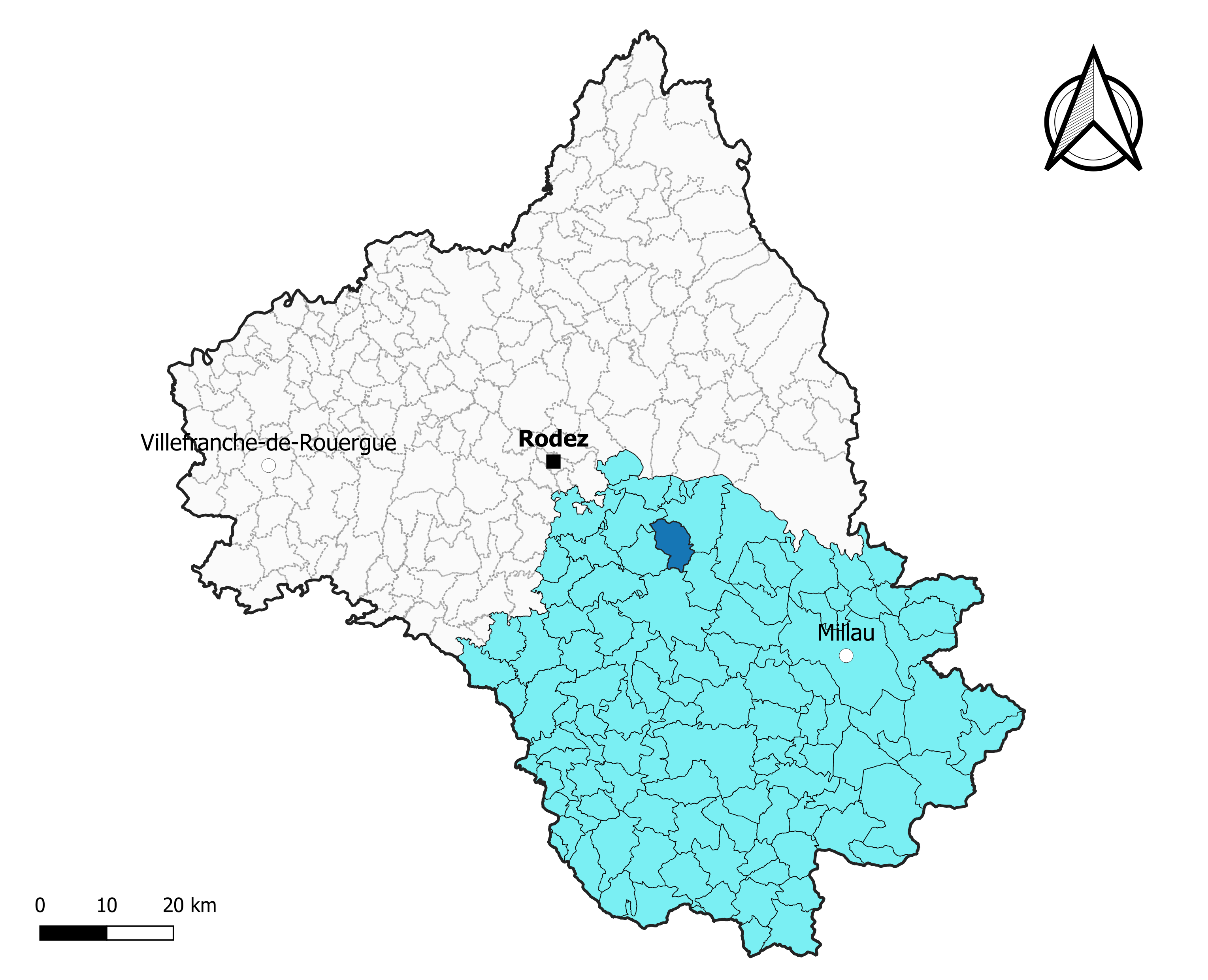
Prades-Salars dans l'arrondissement de Millau en 2020.

### Élections municipales et communautaires

#### Élections de 2020
Le conseil municipal de Prades-Salars, commune de moins de 1 000 habitants, est élu au scrutin majoritaire plurinominal à deux tours avec candidatures isolées ou groupées et possibilité de panachage. Compte tenu de la population communale, le nombre de sièges à pourvoir lors des élections municipales de 2020 est de 11. Sur les douze candidats en lice, onze sont élus dès le premier tour, le 15 mars 2020, correspondant à la totalité des sièges à pourvoir, avec un taux de participation de 48,05 %.
Jacques Gardé est élu nouveau maire de la commune le 26 mai 2020.
Dans les communes de moins de 1 000 habitants, les conseillers communautaires sont désignés parmi les conseillers municipaux élus en suivant l’ordre du tableau (maire, adjoints puis conseillers municipaux) et dans la limite du nombre de sièges attribués à la commune au sein du conseil communautaire. Un siège est attribué à la commune au sein de la communauté de communes du Pays de Salars.

#### Liste des maires
| Période                                  | Période     | Identité      | Étiquette | Qualité      |
| ---------------------------------------- | ----------- | ------------- | --------- | ------------ |
| mars 1983                                | 1995        | Joseph Cluzel |           | Agriculteur  |
| mars 1995                                | 2008        | Jean Poujol   |           |              |
| mars 2008                                | 9 juin 2025 | Jacques Gardé |           | Ancien cadre |
| Les données manquantes sont à compléter. |             |               |           |              |

### Conseil municipal
Jacques Gardé, Laurent Vergnes, Pierre Joulié, Raymond Marty, Patrice Cluzel, Damien Daures, Sabine Delmas, Jean Michel Gal, Guillaume Puech, Eric Viguier, Caroline Vincent.

### Démographie
L'évolution du nombre d'habitants est connue à travers les recensements de la population effectués dans la commune depuis 1793. Pour les communes de moins de 10 000 habitants, une enquête de recensement portant sur toute la population est réalisée tous les cinq ans, les populations de référence des années intermédiaires étant quant à elles estimées par interpolation ou extrapolation. Pour la commune, le premier recensement exhaustif entrant dans le cadre du nouveau dispositif a été réalisé en 2005.

En 2022, la commune comptait 315 habitants, en évolution de +3,62 % par rapport à 2016 (Aveyron : +0,37 %, France hors Mayotte : +2,11 %).
| 1793 | 1800 | 1831 | 1836 | 1841 | 1846 | 1851 | 1856 | 1861 |
| ---- | ---- | ---- | ---- | ---- | ---- | ---- | ---- | ---- |
| 484  | 444  | 469  | 507  | 579  | 595  | 645  | 608  | 581  |

| 1866 | 1872 | 1876 | 1881 | 1886 | 1891 | 1896 | 1901 | 1906 |
| ---- | ---- | ---- | ---- | ---- | ---- | ---- | ---- | ---- |
| 602  | 559  | 563  | 565  | 610  | 582  | 574  | 579  | 572  |

| 1911 | 1921 | 1926 | 1931 | 1936 | 1946 | 1954 | 1962 | 1968 |
| ---- | ---- | ---- | ---- | ---- | ---- | ---- | ---- | ---- |
| 550  | 514  | 508  | 548  | 504  | 514  | 459  | 442  | 401  |

| 1975 | 1982 | 1990 | 1999 | 2005 | 2006 | 2010 | 2015 | 2020 |
| ---- | ---- | ---- | ---- | ---- | ---- | ---- | ---- | ---- |
| 365  | 316  | 320  | 293  | 288  | 282  | 279  | 301  | 319  |

| 2022 | - | - | - | - | - | - | - | - |
| ---- | - | - | - | - | - | - | - | - |
| 315  | - | - | - | - | - | - | - | - |

### Enseignement
Prades-Salars dispose d'une école maternelle publique (27 élèves en 2014). Élèves de maternelle non compris CP car groupement pédagogique avec l'école de Canet de Salars (7 km). Cantine et ramassage scolaire.

### Manifestations culturelles et festivités
- 1er mai pèlerinage des enfants à la chapelle Notre-Dame-du-Bon-Secours
- 21 juin fête de la Musique et de la Saint-Jean, patron de la commune
- 2e dimanche de juillet, fête votive sur trois jours

### Sports
- Équipe de foot : championnat de district (2), championnat vétéran (1) ;
- Basket : équipe féminine (1) ;
- Quilles de huit : 35 licenciés ;
- Club de gymnastique : 30 pratiquants ;
- Chasse : 40 participants

## Économie

### Revenus
En 2018  (données Insee publiées en septembre 2021), la commune compte 130 ménages fiscaux, regroupant 321 personnes. La médiane du revenu disponible par unité de consommation est de 20 200 € (20 640 € dans le département).

### Emploi
| Division       | 2008  | 2013  | 2018  |
| -------------- | ----- | ----- | ----- |
| Commune        | 2,4 % | 2,8 % | 2,1 % |
| Département    | 5,4 % | 7,1 % | 7,1 % |
| France entière | 8,3 % | 10 %  | 10 %  |

En 2018, la population âgée de 15 à 64 ans s'élève à 186 personnes, parmi lesquelles on compte 83,2 % d'actifs (81,1 % ayant un emploi et 2,1 % de chômeurs) et 16,8 % d'inactifs,. Depuis 2008, le taux de chômage communal (au sens du recensement) des 15-64 ans est inférieur à celui de la France et du département.
La commune fait partie de la couronne de l'aire d'attraction de Rodez, du fait qu'au moins 15 % des actifs travaillent dans le pôle,. Elle compte 71 emplois en 2018, contre 75 en 2013 et 77 en 2008. Le nombre d'actifs ayant un emploi résidant dans la commune est de 153, soit un indicateur de concentration d'emploi de 46,3 % et un taux d'activité parmi les 15 ans ou plus de 61,1 %.
Sur ces 153 actifs de 15 ans ou plus ayant un emploi, 62 travaillent dans la commune, soit 40 % des habitants. Pour se rendre au travail, 76,9 % des habitants utilisent un véhicule personnel ou de fonction à quatre roues, 0,6 % les transports en commun, 8,3 % s'y rendent en deux-roues, à vélo ou à pied et 14,1 % n'ont pas besoin de transport (travail au domicile).

### Activités hors agriculture

#### Secteurs d'activités
24 établissements sont implantés  à Prades-Salars au 31 décembre 2019. Le tableau ci-dessous en détaille le nombre par secteur d'activité et compare les ratios avec ceux du département,.
Le secteur de l'industrie manufacturière, des industries extractives et autres est prépondérant sur la commune puisqu'il représente 54,2 % du nombre total d'établissements de la commune (13 sur les 24 entreprises implantées  à Prades-Salars), contre 17,7 % au niveau départemental.

#### Entreprises
Basée sur l'agriculture (lait de roquefort, vaches, cochons, chèvres) 45 exploitants sur 26 propriété ayant des superficies moyennes de 100 ha. 18 artisans, professions libérales ou commerçants. 80 salariés travaillant pour la plupart à l'extérieur de la commune. Zone artisanale et lotissement en cours de réalisation.

### Agriculture
La commune est dans le Levezou, une petite région agricole située dans le centre de l'Aveyron et constituée d'un haut plateau cristallin. En 2020, l'orientation technico-économique de l'agriculture  sur la commune est l'élevage d'ovins ou de caprins.
|               | 1988  | 2000  | 2010  | 2020  |
| ------------- | ----- | ----- | ----- | ----- |
| Exploitations | 48    | 32    | 31    | 26    |
| SAU (ha)      | 2 291 | 2 327 | 2 537 | 2 502 |

Le nombre d'exploitations agricoles en activité et ayant leur siège dans la commune est passé de 48 lors du recensement agricole de 1988  à 32 en 2000 puis à 31 en 2010 et enfin à 26 en 2020, soit une baisse de 46 % en 32 ans. Le même mouvement est observé à l'échelle du département qui a perdu pendant cette période 51 % de ses exploitations,. La surface agricole utilisée sur la commune a quant à elle augmenté, passant de 2 291 ha en 1988 à 2 502 ha en 2020. Parallèlement la surface agricole utilisée moyenne par exploitation a augmenté, passant de 48 à 96 ha.

## Culture locale et patrimoine

### Lieux et monuments
- Église Saint-Jean-Baptiste de Prades-Salars.
- Chapelle Notre-Dame-du-Bon-Secours de Prades-Salars.

### Personnalités liées à la commune
- Daudé de Prades, troubadour de langue occitane.

### Héraldique
| Blason de Prades-Salars | Blason  | De gueules à une crosse épiscopale d’or posée en pal sur une champagne de sinople, baignant dans une mer réduite d’azur, ondulée d’argent, à un besant posé sur la champagne, brochant sur la crosse, accolé à dextre d’un agneau pascal contourné, regardant à dextre, portant une longue croix d’où s’étend une banderole chargée d’une croix, et au senestre d’une vache, tous deux naissants des bords de l’écu, le tout d’argent. |
| Blason de Prades-Salars | Détails | La crosse épiscopale indique que le prieuré de Prades-de-Salars relevait de l’abbaye de Conques. L’or de la crosse et le fond de gueules sont les couleurs du Rouergue, la seigneurie de Prades appartenant aux comtes de Rodez. La terrasse de sinople traduit le nom du village en symbolisant les prés. La mer représente le ruisseau de Cadousse qui traverse le territoire communal mais aussi les berges du lac de Pareloup dont une partie s’étend sur Prades-de-Salars. L’agneau pascal avec la banderole est la représentation de Jean-Baptiste qui est le saint patron du village. Le besant symbolise la production de lait autant d’ovins symbolisés par l’agneau, que de bovins symbolisés par la vache. Cette production de lait participe à la formation du roquefort pour les ovins et du bleu des Causses pour les bovins. Les ornements sont deux gerbes de blé d’or, mises en sautoir par la pointe et liées d’azur afin d’honorer l’agriculture communale. Le listel d'argent porte le nom officieux de la commune en lettres majuscules de sable. La couronne de tours dit que l’écu est celui d’une commune ; elle n’a rien à voir avec des fortifications. Le statut officiel du blason reste à déterminer. |